# Фотостомія
Фотостомія (Photostomias) — рід голкоротоподібних риб родини стомієвих (Stomiidae). Дрібна риба, сягає 15-25 см завдовжки. Живляться зоопланктом.

## Класифікація
Рід містить 6 видів:
- Photostomias atrox (Alcock, 1890)
- Photostomias goodyeari Kenaley & Hartel, 2005
- Photostomias guernei Collett, 1889
- Photostomias liemi Kenaley, 2009
- Photostomias lucingens Kenaley, 2009
- Photostomias tantillux Kenaley, 2009